# КАМАЗ-45143
КАМАЗ-45143 — российский крупнотоннажный грузовой автомобиль-самосвал и шасси для сельскохозяйственных автомобилей, выпускается Камским автомобильным заводом с 2003 года.

## Описание
Производство автомобиля КАМАЗ-45143 стартовало в 2003 году. Автомобиль пришёл на смену КАМАЗ-55102, который параллельно выпускался до 2014 года.
В отличие от предшественника, автомобиль комплектуется девятиступенчатой трансмиссией и двигателем КАМАЗ-740.31-240 мощностью 240 л. с., хотя возможна также мощность 280 л. с.
Кузов автомобиля тот же, что и у предшественника. Грузовая платформа — прямоугольная, с плоским дном. Кузов вмещает в себя 8 м3 грузов.

## Модификации
- КАМАЗ-45143-10
- КАМАЗ-45143-11
- КАМАЗ-45143-13

## Изображения

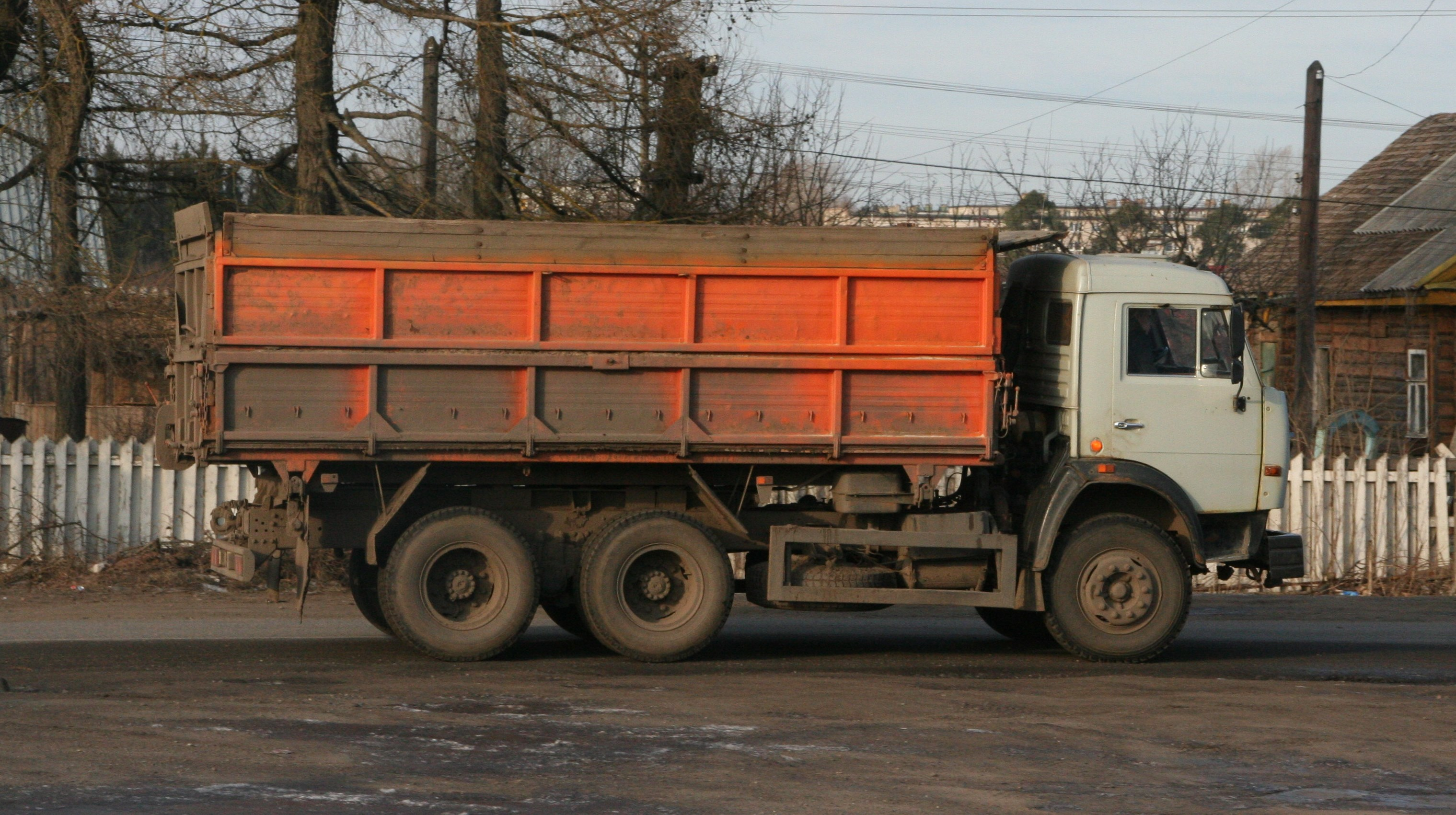
Сельскохозяйственный самосвал КАМАЗ-45143-10
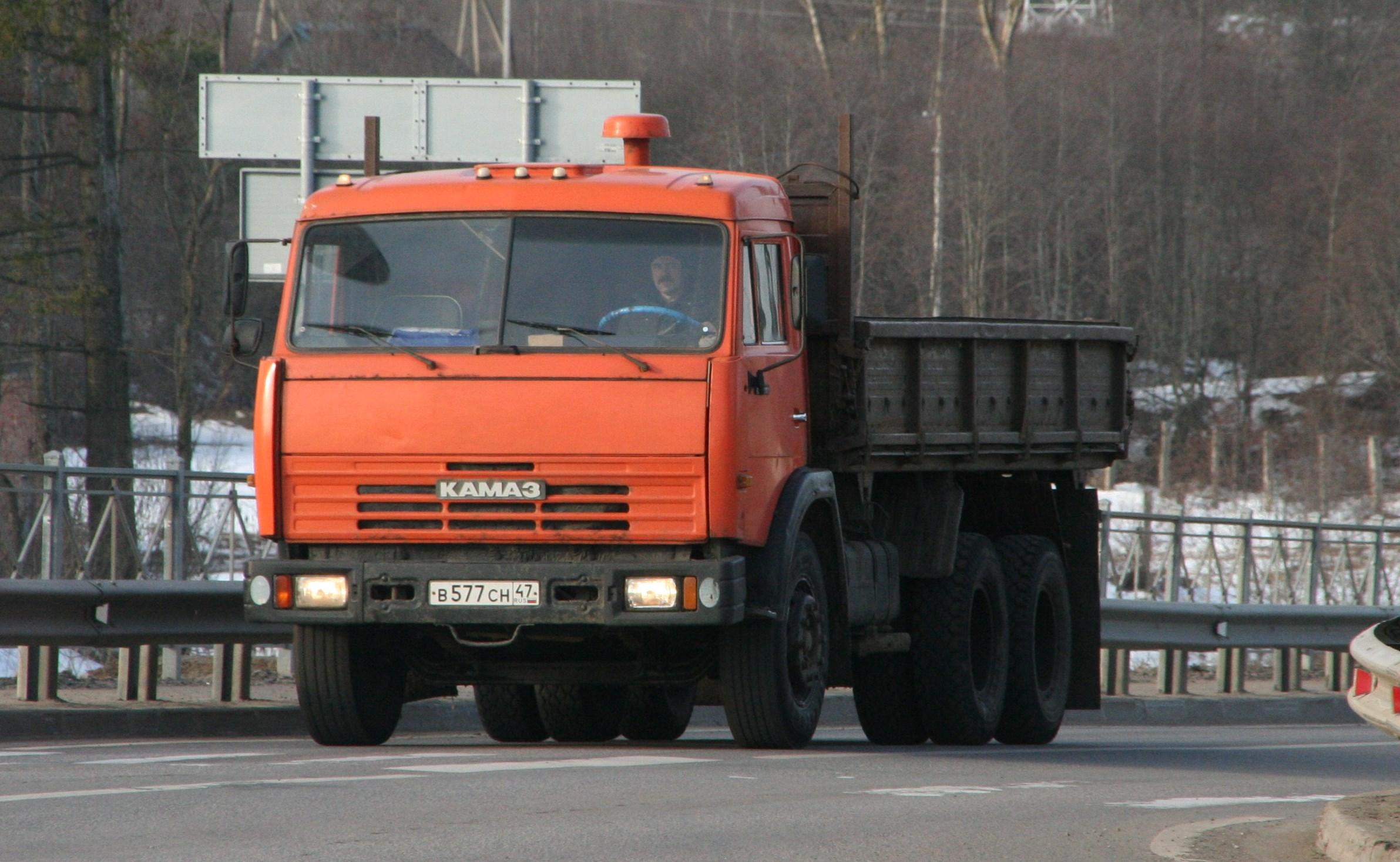
Бортовой тягач КАМАЗ-45143-11
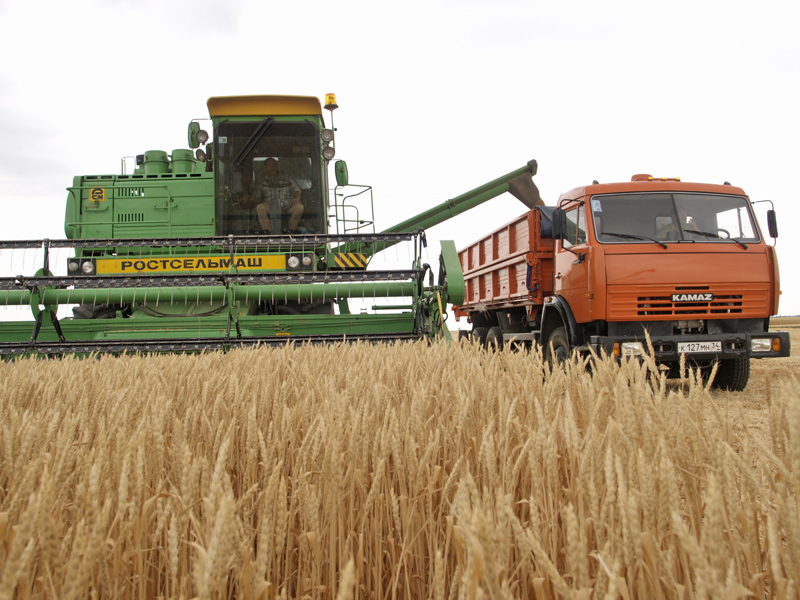
КАМАЗ-45143-13 рядом с сельскохозяйственным комбайном